# Max von Versen
Maximilian Felix Christoph Wilhelm Leopold Reinhold Albert Fürchtegott von Versen (1833-1893) foi um militar prussiano, filho de Johann Georg Leopold von Versen e herói da Guerra Austro-Prussiana pela unificação alemã.

## Carreira
Durante a Guerra pela unificação Alemã atuou no III corpos do exército e fora ajudante das ordens do rei da Prússia. 
Em 1866, enquanto ocupava o cargo de Major de Cavalaria, solicitou visitar os campos de batalha do Paraguai por causa da resistência feroz apresentada pelos paraguaios e da "admirável estratégia" de Francisco Solano López. O rei da Prússia aprovou seu pedido e o mesmo fora enviado para a América do Sul, onde em 1867, desembarcou no Rio de Janeiro para acompanhar, como observador independente, a Guerra do Paraguai. Inicialmente o fez do lado das tropas brasileiras, e mais tarde, ao lado das tropas de Solano López. Ao final da guerra, escreveu um clássico sobre a maior contenda continental, chamado "A História da Guerra do Paraguai", livro traduzido para mais de uma dezena de línguas, em que o autor manifestou uma absoluta parcialidade pelos paraguaios - sobretudo quando colocava o Paraguai como país mais desenvolvido da América do Sul, tanto social, como economicamente -, assim como sua declarada aversão aos brasileiros.